# Ceny české filmové kritiky 2014
Ceny české filmové kritiky 2014 je pátý ročník Cen české filmové kritiky. Výsledky byly vyhlášeny 24. ledna 2015 v paláci Archa. Večer moderoval Václav Moravec a v přímém přenosu vysílala Česká televize na programu ČT2.
Mezi nominacemi se objevilo celkem 14 filmů. Nejvíce nominací (6) získal film Petra Václava Cesta ven, následovaný snímky Pojedeme k moři (5) a Fair Play (4). Tvůrci vítězné Cesty ven si nakonec odnesli kromě hlavní ceny za nejlepší film ještě tři další ceny – za režii i scénář a pro nejlepší herečku. Z ostatních snímků žádný nezískal více než jedno ocenění.

## Ceny a nominace

### Nejlepší film
- Cesta ven
- Pojedeme k moři
- Fair Play

### Nejlepší dokumentární film
- K oblakům vzhlížíme – režie Martin Dušek, producentka Kamila Zlatušková
- Gottland
- Magický hlas rebelky

### Nejlepší režie
- Cesta ven – Petr Václav
- Pojedeme k moři – Jiří Mádl
- Fair Play – Andrea Sedláčková

### Nejlepší kamera
Díky rovnému počtu hlasů byli oceněni dva z nominovaných.
- Hany – Martin Žiaran
- Místa – Jaromír Kačer
- Cesta ven – Štěpán Kučera

### Nejlepší scénář
- Cesta ven – Petr Václav
- Pojedeme k moři – Jiří Mádl
- Fair Play – Andrea Sedláčková

### Nejlepší mužský herecký výkon
Díky rovnosti počtu hlasů bylo v této kategorii nominováno pět herců.
- Krásno – Martin Finger
- Pohádkář – Matěj Hádek
- Pojedeme k moři – Petr Šimčák
- Andělé všedního dne – Bolek Polívka
- MY 2 – Ondřej Nosálek

### Nejlepší ženský herecký výkon
- Cesta ven – Klaudia Dudová
- Fair Play – Judit Bárdos
- Díra u Hanušovic – Tatiana Vilhelmová

### Cena RWE pro objev roku
- Jiří Mádl, režisér a scenárista, film Pojedeme k moři
- Klaudia Dudová, herečka, film Cesta ven
- Tomáš Pavlíček, režisér a scenárista, film Parádně pokecal